# 프라미싱 영 우먼
《프라미싱 영 우먼》(영어: Promising Young Woman)은 2020년 개봉한 미국의 스릴러 영화이다. 배우 에머럴드 피넬의 감독 데뷔작으로, 직접 각본도 썼다. 케리 멀리건, 보 버넘, 앨리슨 브리, 코니 브리튼, 애덤 브로디, 제니퍼 쿨리지, 라번 콕스가 출연한다. 2020 선댄스 영화제에서 전 세계 최초로 공개되었다. 제93회 아카데미 시상식에서 각본상을 수상하였다.

## 줄거리
캐시 토마스는 30세의 의대 중퇴생으로, 커피숍에서 일하며 저녁 시간에는 술집과 클럽에 가서 술에 취한 척하다가 자신을 성적으로 이용하려는 사람들에게 맞선다. 캐시는 평생 절친이었던 니나 피셔가 공개 강간당한 후 의대를 그만두었다는 사실이 점차 드러난다. 니나는 강간범 앨 먼로의 무죄 판결이 나오자 자퇴하고 자살했다.
캐시는 의대 동기 라이언 쿠퍼를 다시 만나 데이트를 하게 된다. 라이언은 앨 먼로가 곧 결혼할 것이라고 밝힌다. 캐시는 성공과 행복을 찾은 앨 먼로에게 분노하며, 아무도 강간에 대한 책임을 지지 않도록 했다고 생각하는 사람들에게 복수를 시작한다.
먼저, 캐시는 또 다른 옛 동창이자 니나와 한때 친구였던 매디슨 맥피를 만난다. 맥피는 니나가 종종 과음을 했기 때문에 자신의 폭행을 니나 탓으로 돌린다. 캐시는 매디슨에게 와인을 권하고, 남자를 고용하여 호텔 방으로 데려가 강간당했다고 속인다. 그 후 매디슨은 캐시에게 여러 개의 고통스러운 음성 메시지를 남긴다.
캐시는 니나의 사건을 기각한 학장 엘리자베스 워커를 표적으로 삼는다. 인기 밴드의 메이크업 아티스트인 척하며 워커의 딸을 자신의 차에 태운다. 의대에 복학한다는 구실로 워커를 만나지만, 학장은 니나 사건을 어렴풋이 기억하고 있을 뿐이라는 사실을 알게 된다. 최근에는 알을 학교에 데려와 강연하게 했다. 워커는 캐시가 니나가 강간당한 기숙사 방에 딸을 데려다주었다고 말할 때까지 자신의 행동을 정당화한다. 겁에 질린 워커는 딸의 행방을 캐묻고, 결국 캐시가 근처에 안전하다고 인정하기 전에 자신의 공모와 무책임을 인정한다.
다음으로 캐시는 알의 변호사 조던 그린을 만나 그가 자신의 행동을 깊이 뉘우치고 있다는 것을 알게 된다. 정신병 발작 후 휴가 중인 조던은 강간 피해자를 고소하는 것이 얼마나 쉬운지 이야기한다. 캐시는 그를 용서하기로 결심하고 니나의 어머니를 찾아가는데, 어머니는 캐시에게 삶을 계속 살아가라고 격려한다.
캐시는 라이언과 다시 연락한다. 두 사람은 데이트를 시작하고 사랑에 빠진다. 캐시는 또한 라이언을 부모님께 소개하고, 딸이 마침내 마음을 정리한 것 같아 기뻐한다.
매디슨은 결국 집에서 캐시에게 따지지만, 캐시는 캐시에게 자신이 실제로 강간당한 것이 아니라고 말한다. 매디슨은 니나의 강간을 냉담하게 대했다고 인정하며, 폭행 영상이 담긴 휴대전화를 제공한다. 이 영상은 라이언이 파티에 있었다는 사실을 드러낸다. 캐시는 라이언에게 따지지만, 라이언은 너무 취해서 사건을 기억하지 못하며 너무 어렸기 때문에 용서받아야 한다고 주장한다. 캐시는 영상을 공개하겠다고 협박하며 라이언에게 알의 총각 파티 장소를 밝히라고 강요한다. 라이언은 캐시에게 용서를 구하지만, 캐시는 거부한다.
파티에서 스트리퍼로 위장한 캐시는 참석자들에게 약을 먹이고 알을 침대에 수갑으로 채우고 정체를 드러낸다. 캐시는 알의 몸에 니나의 이름을 새기려 하지만, 자신을 방어하던 알은 베개로 그녀를 질식사시킨다. 다음 날 아침, 알의 친구 조는 캐시의 시신을 숲에서 불태우는 것을 돕는다. 캐시의 부모는 캐시의 실종 신고를 한다. 경찰이 라이언을 찾아가자, 그는 캐시의 행방을 모른다고 거짓말하며 캐시가 불안정했을지도 모른다고 말한다.
알의 결혼식에서 라이언은 캐시에게서 예정된 문자 메시지를 받고 깜짝 놀란다. 문자 메시지에는 캐시의 계획이 미완성이라는 내용이 담겨 있다. 경찰이 피로연에 도착해 알을 살인 혐의로 체포한다. 플래시백을 통해 조던이 캐시가 총각 파티에서 돌아오지 않을 경우를 대비해 휴대전화와 설명서가 담긴 소포를 받았다는 사실이 드러난다. 경찰은 불태워진 캐시의 유해에서 니나의 이름이 새겨진 하트 모양 목걸이를 발견한다. 라이언은 캐시에게서 캐시와 니나의 이름이 적힌 마지막 문자를 받고, 앨은 캐시 살인 혐의로 체포된다.

## 출연진
- 케리 멀리건 - 커샌드라 "캐시" 토머스 역
- 보 버넘 - 라이언 역
- 앨리슨 브리 - 매디슨 역
- 클랜시 브라운 - 스탠리 토머스 역
- 제니퍼 쿨리지 - 수전 역
- 코니 브리튼 - 딘 엘리자베스 워커 역
- 라번 콕스 - 게일 역
- 애덤 브로디 - 제리 역
- 맥스 그린필드 - 조 역
- 크리스토퍼 민츠플라스 - 닐 역
- 샘 리처드슨 - 폴 역
- 몰리 섀넌 - 피셔 부인 역
- 앨프리드 몰리나 - 조던 역
- 앤절라 저우 - 토드 역
- 크리스 로웰 - 앨 먼로 역
- 애비 보 - 신부들러리 역